# Gepflügte Erde
Gepflügte Erde (französisch: La terre labourée, katalanisch: Terra llaurada) ist ein Gemälde aus dem Frühwerk von Joan Miró, das er 1923/24 in Katalonien malte. Es gilt als Schlüsselwerk des Malers, der damit zur endgültigen Abkehr von der Wirklichkeitsdarstellung gelangt. Dabei fand Miró zu einer neuen Bildsprache, die die Naturbeobachtung in ein System von Farben und Zeichen übersetzt.

## Hintergrund
Nach Mirós Umzug nach Paris 1921 und der Rückkehr nach Mont-roig del Camp malte er bald zahlreiche Schlüsselwerke, die einen Wendepunkt in seinem Werk darstellen; der eigentliche Bruch mit der realistischen Darstellung, die er noch in Der Tisch (Stillleben mit Kaninchen) (1920), Der Bauernhof (1921/22) und in Die Karbidlampe (1922/23) verfolgte, erfolgt dann im Sommer 1923 mit Bildern wie Gepflügte Erde und Pastorale. In Anwendung der deduktiven Methode von Juan Gris geht Miró hier von formalen Gestaltungselementen aus.
Gepflügte Erde „gilt als Paradebeispiel dafür“, wie Joan Miró begann, sich von der gegenständlichen Darstellungen – etwa noch in Der Bauernhof (1921) – zu lösen, „und zunehmend surrealistische, traumhafte Elemente in seine Werke einfließen“ ließ. Miró „nimmt einzelne Elemente wie das Haus, den Baum oder die Tiere aus der Landschaft heraus und stellte sie neu zusammen, wodurch sich seine Komposition zu einem symbolhaften Bild verselbständigt. Aber er fügt auch surrealistische Motive wie das Auge und das Ohr am Baum hinzu. Dabei nimmt das Ohr einen zentralen Platz ein.“ Die gepflügte Erde selbst ergibt ein paralleles Ornament im Vordergrund, abgeschnitten und auf der Leinwand von einem baumartigen Gebilde begrenzt.
Während der Arbeit an dem Gemälde schrieb Miró „ich versuchte zum Absoluten der Natur zu flüchten.“ Gepflügte Erde ist eine poetische Metapher, die Mirós idyllisches Verständnis für seine Heimat ausdrückt, wo, wie er sagt, er „nicht das Fehlverhalten der Menschheit“ begreifen könne. Die komplexe Ikonografie des Gemäldes hat verschlungene Wurzeln und verweist auf Mirós lang andauerndes Interesse an seiner künstlerischen Herkunft. Die Farbgebung des Bildes nimmt Bezug auf katalanische Fresken der Romanik, während die Raumanordnung von mittelalterlichen spanischen Tapetenstoffen beeinflusst ist. Die lebendigen Kreaturen auf dem Bild wiederum erinnern an katalanische Keramiken, die Miró sammelte und in seinem Studio aufbewahrte. Die stilisierte Figur mit dem Pflug hat ihre Ursprünge in prähistorischen Höhlenmalereien von Altamira, die Miró wohlbekannt waren. Miró erlebte in allen Dingen seiner Umwelt etwas Lebendes und Magisches; so spiegelte etwa das gigantische Ohr, das an einem Baumstamm angebracht ist, seine Vorstellung wider, dass jedes Objekt eine lebendige Seele habe.
Vergleicht man die Bilder Gepflügte Erde und das gleichzeitig entstandene Katalanische Landschaft (Der Jäger), „ordnet und wiederholt Miró seine Formen und ändert dabei deren Bedeutung.“ Damit hat sich das Werk des Künstlers noch weiter in Richtung von Marcel Duchamp und Francis Picabia entwickelt. „Weniger ist mehr, lautete das Credo einer ganzen Generation von Architekten und Künstlern, die auf Klarheit und Wirkung abzielten“, schrieb Janis Mink.

## Provenienz
Das Gemälde Gepflügte Erde befindet sich heute im New Yorker Solomon-Guggenheim-Museum.